# Artà
Artà település Spanyolországban, a Baleár-szigeteken. Artà Santa Margalida, Petra, Sant Llorenç des Cardassar, Son Servera és Capdepera községekkel határos. Lakosainak száma 8387 fő (2024).

## Népesség
A település népessége az elmúlt években az alábbi módon változott:
| Lakosok száma | 6228 | 6524 | 6730 | 7411 | 7553 | 7382 | 7448 | 7845 | 7984 | 8387 |
|               | 2001 | 2004 | 2006 | 2009 | 2011 | 2014 | 2016 | 2019 | 2021 | 2024 |